# Metro d'Amsterdam

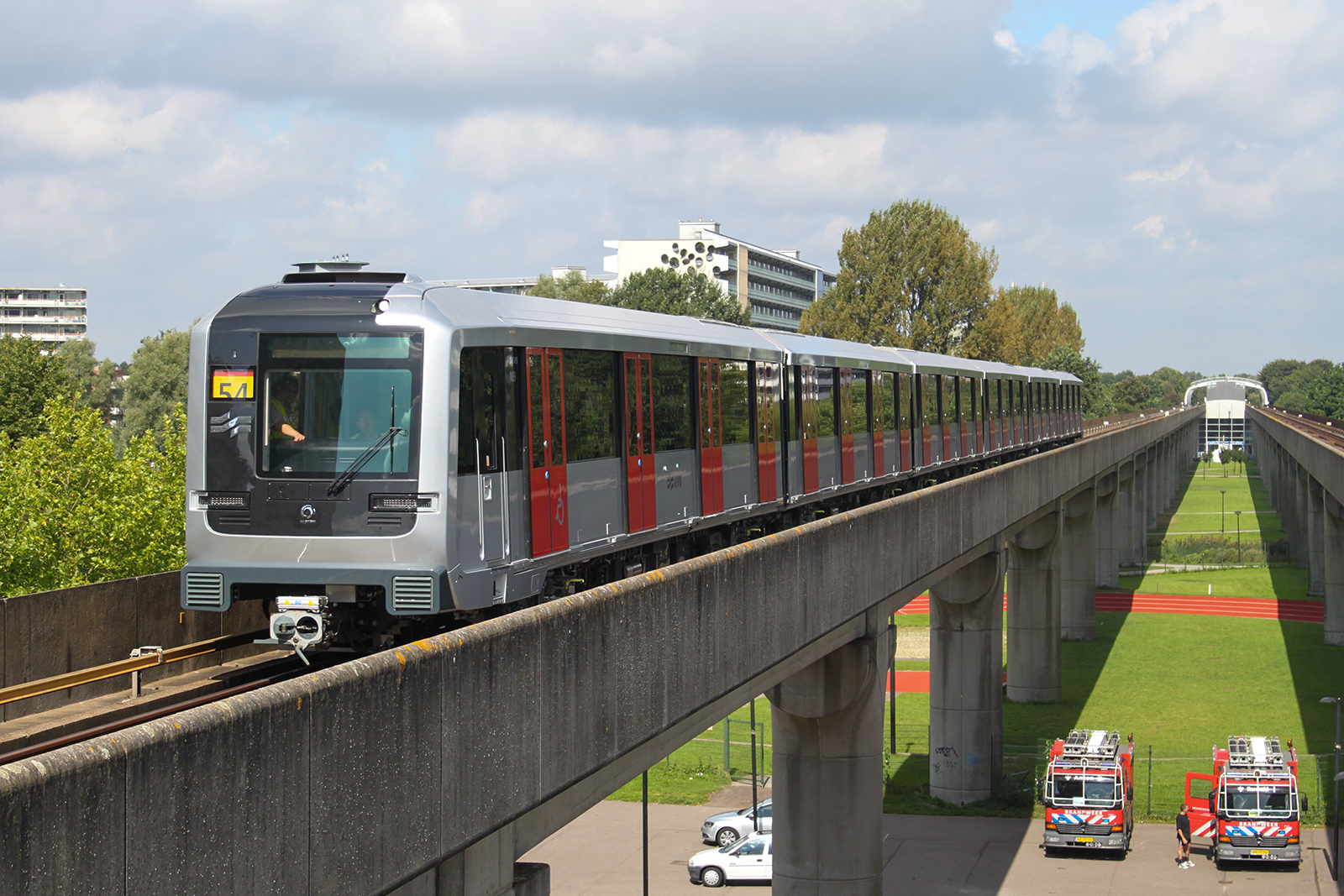
Un tren de metro de la línia 54 en viaducte

El metro d'Amsterdam (neerlandès: Amsterdamse metro) és un sistema de ferrocarril metropolità situat a la ciutat de Ámsterdam, capital dels Països Baixos, i a part dels municipis propers d'Amstelveen, Diemen i Ouder-Amstel. El servei propietat de la ciutat d'Amsterdam, però és gestionat per la Gemeentelijk Vervoerbedrijf, companyia encarregada del servei de transport local que a més inclou tramvies, ferries i busos.

## Característiques
El sistema compta amb cinc línies, tres de les quals parteixen de l'Estació Central d'Amsterdam. Les línies 53 i 54 connecten el centre amsterdamès amb el sud-est i les localitats de Diemen i Duivendrecht, mentre que la línia 51 connecta el centre amb Amstelveen pel sud. La línia 50, que envolta part de la ciutat, connecta el sud-est amb l'oest sense creuar el centre històric. Per acabar, també hi ha la línia 52, en sentit nord-sud, que connecta el sector nord d'Amsterdam amb el centre i l'Estació Sud d'Amsterdam (Station Zuid).
El sistema de metro usa l'ample ferroviari estàndard amb una connexió a un tercer rail de 750 volts de corrent continu. La línia 51 de la xarxa és un híbrid entre metro i tren lleuger, amb rails de metro entre les estacions Amsterdam Centraal i rails de tramvies des de Zuid fins a Amstelveen Centrum, des d'on continua amb rails de tramvies però a 600 V fins a Westwijk.
El metro d'Amsterdam va ser un dels primers sistemes de transport dels Països Baixos que va admetre la targeta sense contacte OV-chipkaart com a forma de pagament, en 2006. Des d'agost de 2009, aquesta constitueix l'única forma de pagament, ja que el sistema de bitllets strippenkaart va deixar de funcionar al metro en aquesta data (encara que va poder seguir sent utilitzada en altres tipus de transport públic fins a novembre de 2011).

## Xarxa de metro
| Línia | Nom             | Nom | Estacions          | Estacions   | Obertura | Estacions | Passatgers (2009) |
| ----- | --------------- | --- | ------------------ | ----------- | -------- | --------- | ----------------- |
| 50    | Ringlijn        |     | Isolatorweg        | Gein        | 1997     | 20        | 100.200           |
| 51    | Amstelveenlijn  |     | Amsterdam Centraal | Westwijk    | 1990     | 29        | 60.800            |
| 52    | Noord/Zuidlijn  |     | Noord              | Zuid        | 2018     | 8         | -                 |
| 53    | Gaasperplaslijn |     | Amsterdam Centraal | Gaasperplas | 1977     | 14        | 60.600            |
| 54    | Geinlijn        |     | Amsterdam Centraal | Gein        | 1977     | 15        | 73.500            |

### Estacions
| Línia 50 | Línia 51 | Línia 52                                                                                         | Línia 53 | Línia 54 |
| - Isolatorweg - Sloterdijk - De Vlugtlaan - Jan van Galenstraat - Postjesweg - Lelylaan - Heemstedestraat - Henk Sneevlietweg - Amstelveenseweg - Zuid - RAI - Overamstel - Van der Madeweg - Duivendrecht - Strandvliet - Bijlmer ArenA - Bullewijk - Holendrecht - Reigersbos - Gein | - Amsterdam Centraal - Nieuwmarkt - Waterlooplein - Weesperplein - Wibautstraat - Amstel - Spaklerweg - Overamstel - RAI - Zuid - De Boelelaan/VU - A.J. Ernststraat - Van Boshuizenstraat - Uilenstede - Kronenburg - Zonnestein - Onderuit - Oranjebaan - Amstelveen Centrum - Ouderkerkerlaan - Sportlaan - Marne - Gondel - Meent - Brink - Poortwachter - Spinnerij - Sacharovlaan - Westwijk | - Noord - Noorderpark - Amsterdam Centraal - Rokin - Vijzelgracht - De Pijp - Europaplein - Zuid | - Amsterdam Centraal - Nieuwmarkt - Waterlooplein - Weesperplein - Wibautstraat - Amstel - Spaklerweg - Van der Madeweg - Venserpolder - Diemen Zuid - Verrijn Stuartweg - Ganzenhoef - Kraaiennest - Gaasperplas | - Amsterdam Centraal - Nieuwmarkt - Waterlooplein - Weesperplein - Wibautstraat - Amstel - Spaklerweg - Van der Madeweg - Duivendrecht - Strandvliet - Bijlmer ArenA - Bullewijk - Holendrecht - Reigersbos - Gein |